# عبدالله طالع همدانی
عبدالله طالع همدانی (زادهٔ ۱۳ دی ۱۲۹۲ در همدان - درگذشتهٔ ۱۹ آبان ۱۳۸۲ در تهران) شاعر، تصنیف‌ساز و نوازندهٔ ویلن اهل ایران بود.

## زندگی هنری
عبدالله طالع همدانی فرزند سلیمان در ۱۳ دی ۱۲۹۲ خورشیدی در همدان متولد شد. او از تصنیف پردازان و ترانه سرایان دوره بین عارف قزوینی و ترانه سرایان نوین بود و تعدادی تصنیف برای قمرالملوک وزیری و ملوک ضرابی ساخت. آشنایی وی با نوازندگی ویلن در ترانه‌سرایی و تصنیف سازی او مؤثر بود. وی شاگرد تقی شایگان و بهره گرفته از هنر برادران نی داوود بود. وی که از مفاخر یهودی ایران نیز بود در ۱۹ آبان سال ۱۳۸۲ در سن ۹۰ سالگی در تهران درگذشت.